# Walther Jaenicke
Walther Jaenicke (* 28. April 1921 in Berlin; † 13. Oktober 2010 in Erlangen) war ein deutscher Chemiker und Hochschullehrer. Er war Professor für physikalische Chemie an der Universität Erlangen-Nürnberg.

## Leben
Jaenicke studierte von 1938 bis 1943 Chemie und Physik an den Universitäten Gießen und Leipzig und wurde 1946 in Leipzig promoviert. Anschließend war er Assistent an der Universität Jena, der Humboldt-Universität zu Berlin und am Max-Planck-Institut für biophysikalische Chemie in Göttingen.
1952 habilitierte er an der TH Karlsruhe und war als Dozent und außerplanmäßiger Professor tätig. Von 1963 bis 1988 war Jaenicke Professor für physikalische Chemie an der Universität Erlangen-Nürnberg. Von 1972 bis 1992 war er Mitherausgeber der Zeitschrift für Physikalische Chemie.
Der Vater von Walther Jaenicke war Johannes Jaenicke, ein Mitarbeiter von Fritz Haber. Walther Jaenickes Bruder Lothar Jaenicke (1923–2015) war Professor für Biochemie an der Universität zu Köln. Ein weiterer Bruder war der Regensburger Biochemiker Rainer Jaenicke (1930–2016).
Seine Forschungsschwerpunkte waren die Homogen- und Heterogenkinetik, elektrochemische Prozesse, Elektronenaustauschreaktionen, Festkörperreaktionen und die wissenschaftliche Photographie.
1997 wurde Jaenicke mit der Bunsen-Denkmünze ausgezeichnet.

## Monographien
- (Herausgegeben von der deutschen Bunsen-Gesellschaft für Physikalische Chemie, Autor Walther Jaenicke): 100 Jahre Bunsen-Gesellschaft : 1894 – 1994, Darmstadt : Steinkopff-Verlag 1994, ISBN 3-7985-0979-4.